# Jules Bastien-Lepage

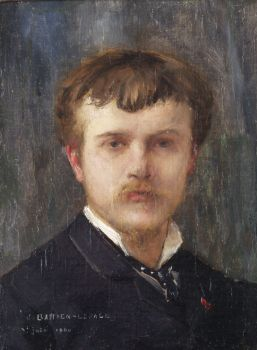
Zelfportret uit 1875

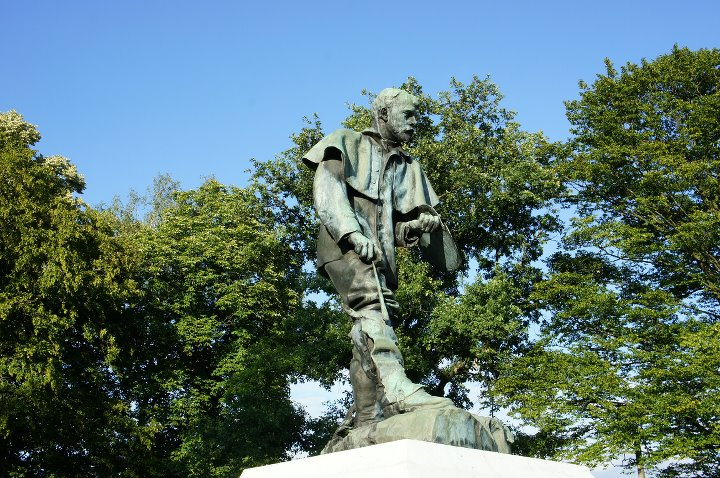
Standbeeld van Jules Bastien-Lepage door Rodin in zijn geboortedorp Damvillers

Jules Bastien-Lepage (geboren als Jules Bastien, Damvillers, 1 november 1848 - Parijs, 10 december 1884), was een Frans naturalistisch kunstschilder.

## Biografie

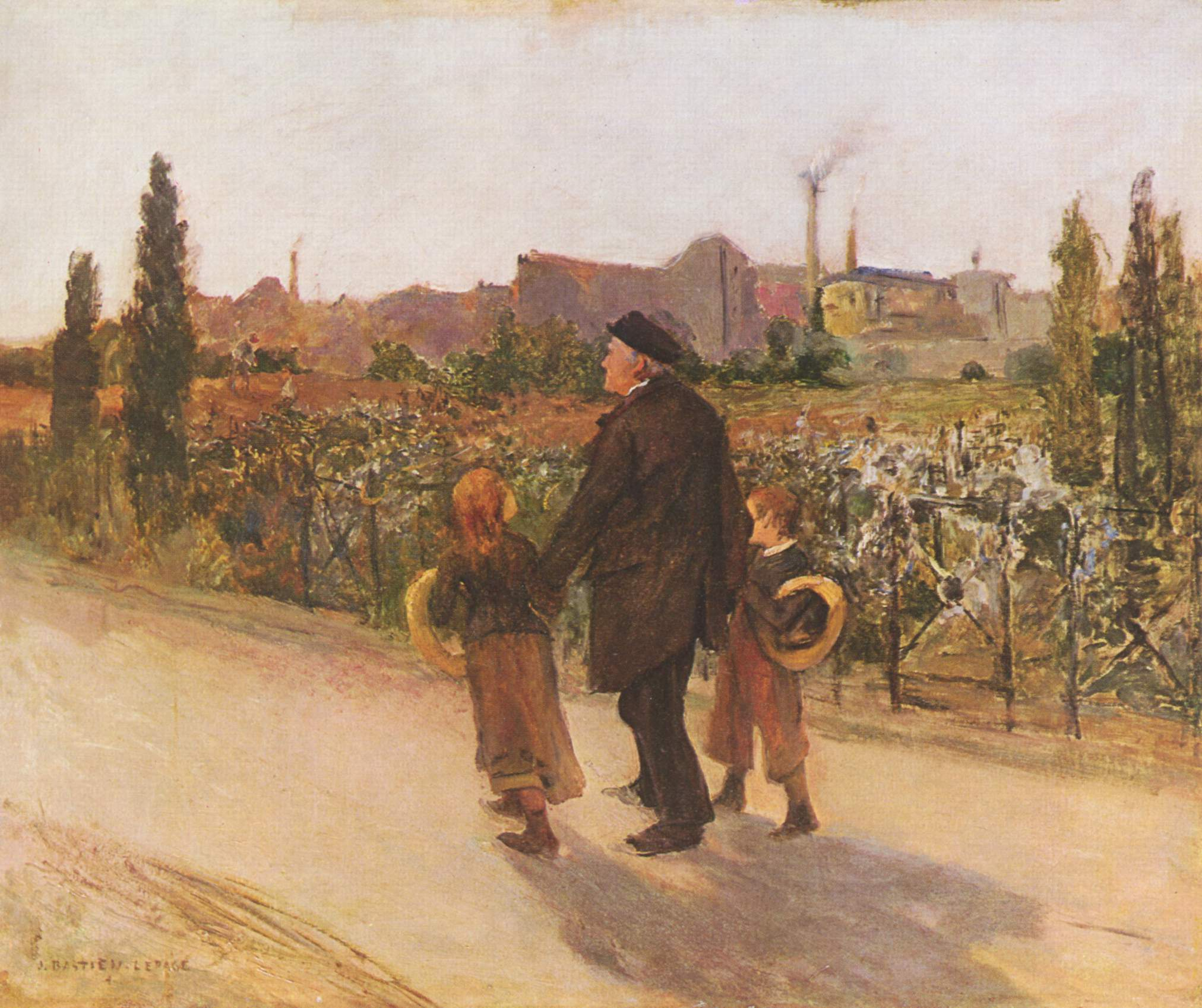
Allerheiligen (Museum van Schone Kunsten Boedapest)

Bastien-Lepage was afkomstig uit een eenvoudig milieu van landbouwers te Damvillers een dorp nabij Verdun. Na zijn secundaire studies te Verdun die hij afsloot met een baccalaureaat in de wetenschappen en waar hij door zijn tekenleraar de eerste begrippen van de academische compositie werd bijgebracht, vertrok hij in 1867 naar Parijs. Hij schreef zich in voor de toelatingsproef voor de école des Beaux-Arts de Paris, slaagde niet, maar werd toegelaten tot de lessen als aspirant. Het jaar nadien werd hij toegelaten tot het atelier van Cabanel waar hij zijn tekenkunst oefende. Op 20 oktober 1868 eindigde hij als eerste in de toelatingsproef en begon hij zijn opleiding aan de École des Beaux-Arts de Paris in de afdeling schilderkunst. Hij debuteerde op het salon van 1870 met een portret dat onopgemerkt bleef.
In 1873 stelde hij het werk "Au printemps" (In de lente) en in 1874 "Mon grand-père" (Mijn grootvader) voor, beide werden gunstig onthaald. In 1875 eindigde hij tweede in de Grand Prix de Rome met het werk "l'Annonciation aux bergers". Na enige twijfel besloot Bastien-Lepage zich toe te leggen op thema's uit het landelijk leven, hij werkte graag te midden van de landbouwers, en volgde hen met zijn werk in hun dagelijkse bezigheden. Hij schilderde Les Foins, Saison d'octobre, Le Père Jacques, l'Amour au village, Le Faucheur aiguisant sa faux, enz.
In de grote boomgaard van het "Parc des Rainettes" te Damvillers, wenste hij een openluchtatelier te starten, waar hij diverse personen onthaalde. Parallel aan zijn werken over het landleven maakte hij carrière als portrettist, met portretten van de Prins van Wales, Juliette Drouet, en Sarah Bernhardt.
Jules Bastien-Lepage stierf op 36-jarige leeftijd, in zijn atelier aan de rue Legendre te Parijs, aan kanker.

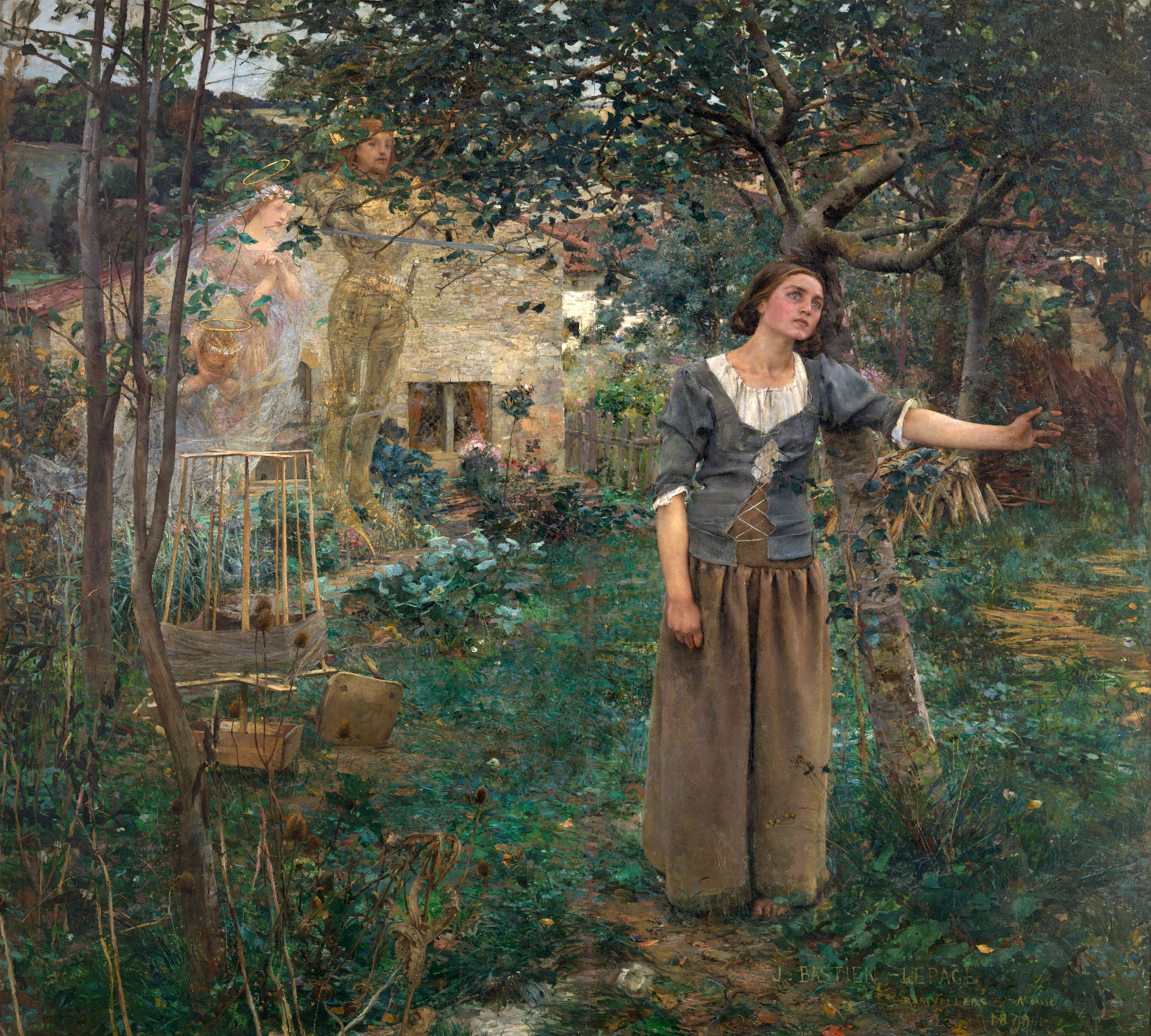
Jeanne d'Arc, 1879, (Metropolitan Museum of New York)

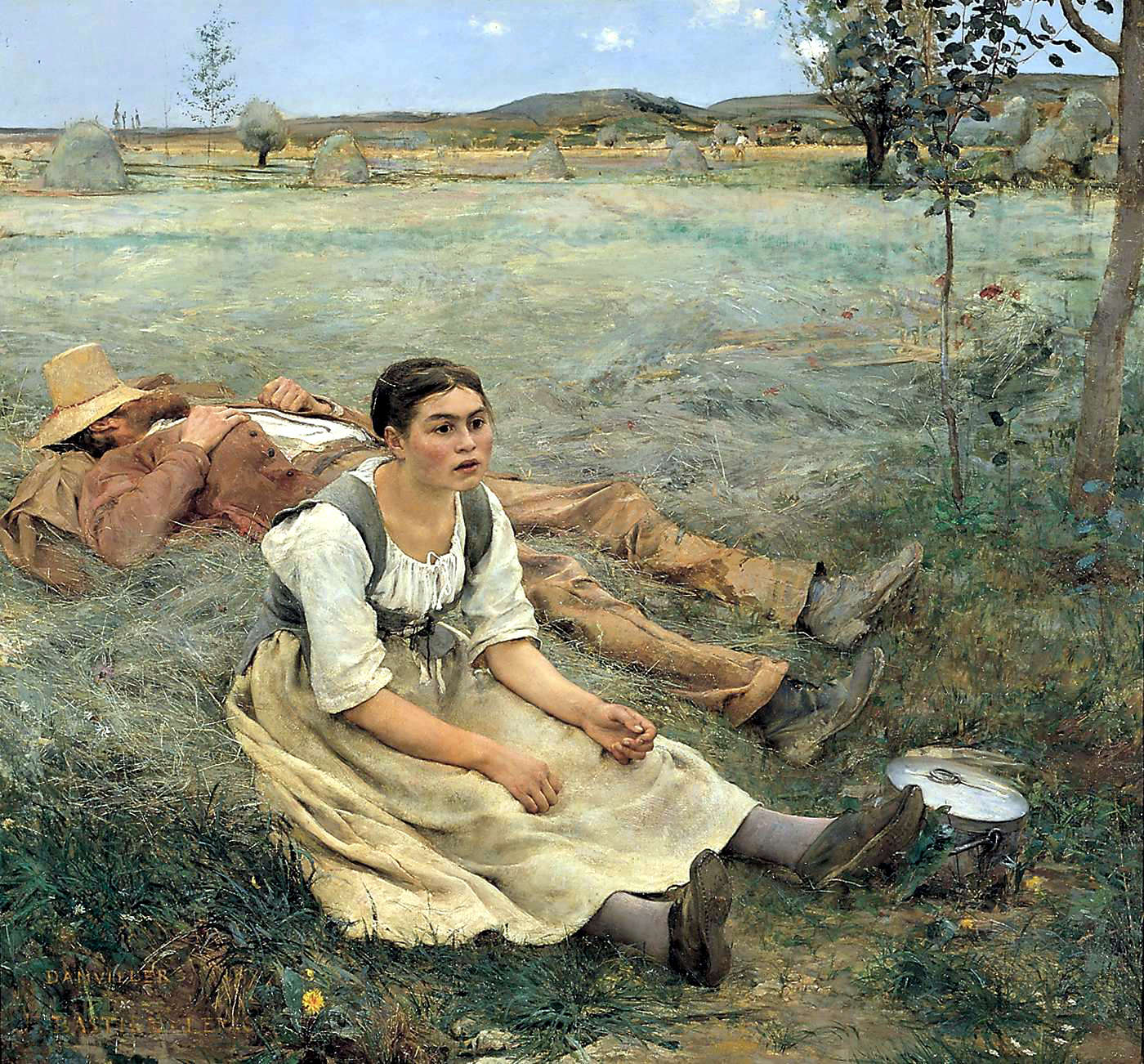
Les foins uit 1877

- Bibsys: 23961
- Bibliothèque nationale de France: cb14958701h (data)
- Gemeinsame Normdatei: 122105338
- International Standard Name Identifier: 0000 0000 7977 1887
- KulturNav: 06e6695e-dc1a-4d35-98e6-c53b9de2cde9
- Library of Congress Control Number: n85175411
- Base Léonore: LH//133/61
- National Gallery of Victoria: 830
- Nationale bibliotheek van Australië: 35859559
- Nationale Bibliotheek van Israël: 987007274648505171
- Nederlandse Thesaurus van Auteursnamen: 070935580
- Réseau des bibliothèques de Suisse occidentale: 02-A002975540
- RKD-Nederlands Instituut voor Kunstgeschiedenis: 4961
- SNAC: w62z22xs
- Système universitaire de documentation: 027684709
- Trove: 1119514
- Union List of Artist Names: 500015744
- Virtual International Authority File: 68937778
- WorldCat: E39PBJvCJBMCDJQrCk7mYgTrbd